# احمد الشیخ (بازیکن فوتبال، زاده ۱۹۹۲)
احمد الشیخ (انگلیسی: Ahmed El Sheikh؛ زادهٔ ۹ سپتامبر ۱۹۹۲) یک بازیکن فوتبال اهل مصر است.

## باشگاهی
از باشگاه‌هایی که در آن بازی کرده‌است می‌توان به باشگاه ورزشی الاهلی مصر اشاره کرد.

## تیم ملی
وی همچنین در تیم ملی فوتبال مصر بازی کرده است.